# Garay Ákos
Garay Ákos (Apátipuszta, 1866. október 5. – Budapest, 1952. január 25.) magyar festőművész, grafikus, etnográfus.

## Élete

### Családja
Az 1848–49-es forradalom és szabadságharcban honvédhadnagyként részt vett Garay Antal gyermeke, Garay János költő unokaöccse.

### Tanulmányai
1882-től a budapesti Mintarajziskolában, majd Pécsen Irinyi Sándornál és 1884 és 1887 között pedig Münchenben a művészeti akadémián tanult Raupp és Hackl iskolájában.

### Munkássága
Garay Ákos a lovakról, ménesekről és magyar huszárokról készült festményeivel és rajzaival vált országosan ismertté. A népélet témájú festményei, tusrajzai és ceruzarajzai forrásértékűek.
Felesége: Soós Gizella
Munkáinak nagy része a Wosinsky Mór Megyei Múzeumban és a Néprajzi Múzeumban található.
Garay Ákos 1952. január 22-én hunyt el Budapesten.

## Munkái

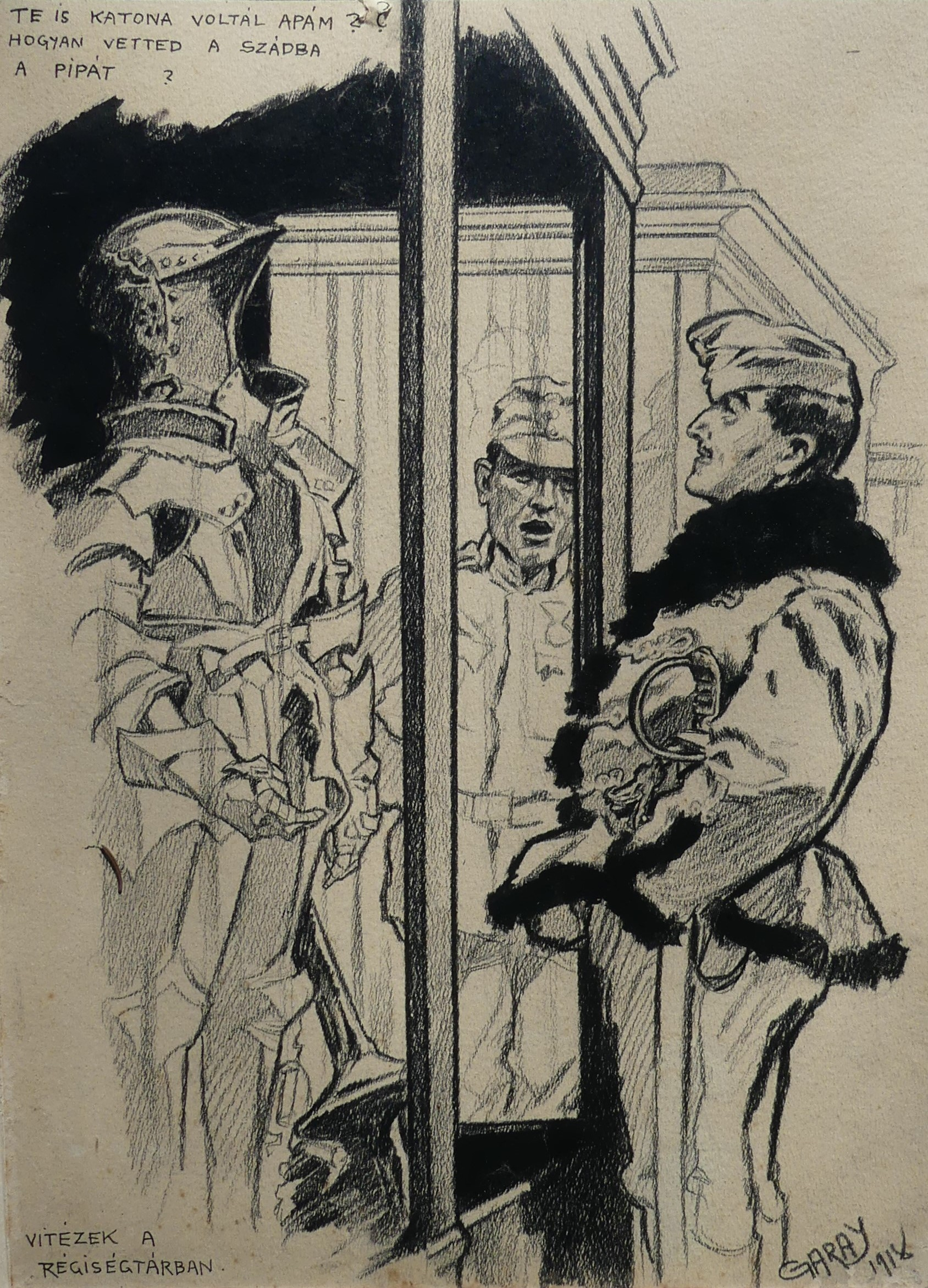
Vitézek a régiségtárban, 1918

- Régi magyar férfi hajviseletek (Néprajzi Értesítő, 1911)
- Szlavóniai régi magyar faluk (Néprajzi Értesítő)
- Bugaci pásztorok (olajfestmény, Magyar Nemzeti Galéria)
- Vásár (olajfestmény, Balogh Ádám Múzeum)
- Pettkó-Szandtner Tibor: A magyar kocsizás (illusztráció: Garay Ákos, Bíró Miklós Nyomdai Műintézet, 1931)
- Gajdácsi Pál: Simonyi József a híres óbester (illusztráció: Garay Ákos, KNER Nyomda, 1909)
- Borsszem Jankó és társai (illusztráció: Garay Ákos, Corvina, 1983)
- Diplomata: Asszonyok - Huszárok Békés lovashistóriák (illusztráció: Garay Ákos, Légrády Testvérek kiadása)
- Diplomata: Galícia - Háborús históriák (Illusztráció: Garay Ákos, Légrády Testvérek, 1918)
- Garay Ákos: Vitézek a régiségtárban, 1918
- Kner Izidor agyafúrt alakjai (Illusztráció: Garay Ákos, KNER, 1926)
- Csicseri Bors: Ha'sszóljék I-II. (Illusztráció: Garay Ákos, KNER, 1910)
- Diplomata: Hannover huszárok (Illusztráció: Garay Ákos, Légrády Testvérek)
- Porzó (Ágay Adolf): Utazás Pestről Budapestre 1843-1907 (Illusztráció: Garay Ákos, Pallas, 1908)
- Csataképek (Illusztráció: Garay Ákos, Zrínyi Nyomda, 1980)
- Malatinszky Fanny szakácskönyve (Illusztráció: Garay Ákos, Légrády Testvérek, 1912)
- Szemere György: Az alispán úr (illusztráció: Garay Ákos, Rákosi Jenő Budapesti Hírlap Újságvállalata, 1906)
- Gaál Mózes: Siralmas Erdély (Illusztráció: Garay Ákos, Stampfel Féle Könyvkiadóhivatal)
- Diplomata: Nagy dolog a háború (Illusztráció: Garay Ákos, Légrády Testvérek)
- Abonyi Lajos: Pásztortűz (illusztráció: Garay Ákos, Révai)
- Abonyi Lajos: Magduska öröksége / A pénzes molnár románcza (illusztráció: Garay Ákos, Révai)
- Vitéz Szakonyi Lajosné Tömöry Andrea: Régi huszár históriák (Illusztráció: Garay Ákos, Királyi Magyar Egyetemi Nyomda, 1943)
- Abonyi Lajos: A betyár kendője (Illusztráció: Garay Ákos, Révai)
- Kapitány: Kék csákóban (Illusztráció: Garay Ákos)
- Tóth Ede: Válogatott munkái (Illusztráció: Garay Ákos, Lampel Róbert Wodianer F és fiai, 1902)
- Garay János: Válogatott költeményei (Illusztráció: Garay Ákos, Lampel Róbert Wodianer F. és fiai, 1904)
- Móricz Zsigmond: Vérben, vasban - Kis képek a nagy háborúról (Inter-arma) (Illusztráció: Garay Ákos, Légrádi Testvérek, 1918)
- Abonyi Lajos: Kenyér és becsület I-II. (Illusztráció: Garay Ákos, Révai Testvérek)
- Szárazajtai Bartha Béla: Jelentem alásan... Történetek, adomák a katonaéletből (szerzői kiadás) (Illusztráció: Garay Ákos, Csiráry G. Jenő Könyvnyomdája, Székesfehérvár, 1935)
- Rudnyánszky Ferenc: Lovasiskola (Magyar gazdák és leventék lovaskönyve) (Illusztráció: Garay Ákos, 1928)
- Diplomata: Cincinnatus kapitány és egyéb huszárhistóriák (Illusztráció: Garay Ákos, Singer és Wolfner, 1912)
- Faylné Hentaller Mária: A Sződy leányok (Illusztráció: Garay Ákos, Atheneum)
- Heltai Jenő: Az obsitos (Illusztráció: Garay Ákos, Rákosi Jenő Budapesti Hírlap Újságvállalata, 1903)
- Bodnár István: Alkonyat (versek) (Illusztráció: Garay Ákos, Singer és Wolfner, 1911)
- Herczeg Ferenc: Szelek szárnyán (Illusztráció: Garay Ákos, Atheneum, 1905)
- Garay Ákos (1866-1952) lovasfestményei (Mezőgazdasági Könyvkiadó, Révai Nyomda)
- Kner Izidor: Eszmék és viaskodások (Illusztráció: Garay Ákos, Kner Nyomda, 1906)
- Haugh Béla: Vitéz Háry János hőstettei (Illusztráció: Garay Ákos, Franklin Nyomda, 1914)

## Külső hivatkozások
- Csók István: Garay Ákos, 1915